# Ulrika Funered
Ulrika Katarina Funered, född 26 mars 1970, är en svensk diplomat och ambassadör. Hon var chef för Sveriges ständiga delegation vid Organisationen för säkerhet och samarbete i Europa i Wien 2017-2022. Hon är sedan 2022 departementsråd och chef för Utrikesdepartementets personalenhet. 